# John Alfred Brashear
John Alfred Brashear, ameriški astronom, izdelovalec inštrumentov in optik, * 24. november 1840, Brownsville, Pensilvanija, ZDA, † 8. april 1920.

## Življenje in delo
Njegov oče Basil Brown Brashear je bil sedlar, mati Julia Smith Brashear pa je bila učiteljica. Bil je najstarejši od sedmih otrok. V otroštvu je nanj zelo vplival stari oče po materini strani Nathanial Smith, po poklicu urar. Pri njegovih devetih letih ga je stari oče odpeljal na opazovanje skozi daljnogled veleposestnika Josepha P. Wamplerja, ki si je v Brownsvilleu priskrbel potovalni daljnogled. To doživetje opazovanja Lune in Saturna ga je spremljalo skozi vse življenje. Po osnovni šoli se je do 20. leta učil za strojnika.
V začetku leta 1861 je delal kot strojnik v valjarni v Pittsburghu, kjer se je skupaj z ženo Phoebe navdušil nad nočnimi astronomskimi opazovanji. Imel je malo prihodkov in si ni mogel privoščiti daljnogleda, tako da si je iz trimetrske kvadratne lope za premog zgradil lastno delavnico za hišo, kjer bi si izdelal lasten zrcalni daljnogled.
V letu 1880 se je posvetil izdelavi astronomskih in znanstvenih inštrumentov, ter izvedel različne poskuse. Razvil je izboljšan postopek srebrenja, ki bo postala standard za prevlačenje prvih površinskih zrcal, znana kot »Brashearov proces«, vse do leta 1932, ko jo je zamenjal postopek vakuumske kovinske prevleke. Brashear je patentiral nekaj inštrumentov, nikoli pa ni patentiral postopkov. Skupaj z zetom in družabnikom Jamesom Brownom McDowellom je ustanovil »John A. Brashear Co.« Njegovi inštrumenti so postali svetovno znani. Sodobno optično podjetje z imenom »L-3 Brashear« nosi njegovo ime. Optični elementi in točni inštrumenti so našli svoje mesto v skoraj vsakem pomembnem observatoriju na svetu. Nekatera uporabljajo še danes.
V letu 1892 je drugič odšel v Evropo, sedaj na izobraževalno potovanje. Leta 1898 je postal predstojnik Observatorija v Alleghenyju, sedaj del Pittsburgha. Tu je ostal do leta 1900. Od leta 1896 je bil član skrbništva. Med letoma 1901 in 1904 je bil rektor Zahodne univerze Pensilvanije, sedaj Univerza v Pittsburgu.
V letu 1919 se je zastrupil s ptomainom (zastareli izraz za zastrupitev s hrano), kar mu je oslabilo zdravje, tako da je umrl pri 79 letih. Njegov pepel so skupaj z ženo pokopali v kripto pod Keelerjevim daljnogledom v Observatoriji Allegheny. Napis na kriptu se glasi: »Ljubila sva zvezde preveč zaljubljeno da bi se bala noči.«, parafraza na zadnjo vrstico pesmi »The Old Astronomer to His Pupil« Sarah Williams. Preživela ga je hči in več otrok.

## Priznanja
V njegov spomin so leta 1916 ustanovili Brashear Association.

### Poimenovanja
- udarni krater Brasher na Luni
- krater Brasher na Marsu
- asteroid glavnega pasu 5502 Brashear
- Brashear High School v Pittsburghu, Pensilvanija (1976)